# 反町浩一郎
反町 浩一郎（そりまち こういちろう、1967年〈昭和42年〉12月 - ）は、日本の経営者。オープンテキスト株式会社 代表取締役社長。

## 略歴
- 1990年 - 慶應義塾大学商学部卒業
- 1990年 - 日産自動車入社
- 1998年 - 日本マイクロソフト株式会社入社
- 2008年 - 業務執行役員 文教営業本部長 兼 ビジネス推進本部長
- 2009年 - 業務執行役員 コーポレート営業統括本部長
- 2013年 - SAPジャパン入社　パートナービジネス統括 バイスプレジデント
- 2015年 - ゼネラルビジネス事業部門バイスプレジデント
- 2016年 - CAテクノロジーズ入社 COO (チーフ・オペレーティング・オフィサー)
- 2016年 - 日本CA社長
- 2019年 - オープンテキスト株式会社 代表取締役社長就任

## 来歴・人物
父親の職業が裁判官だったという反町は、幼少時6回も引越をしたという。「転校生として新しい人たちに接していくのは、そんなに苦でもなかったですね」と笑顔をのぞかせる。ベーゴマやメンコ、ビー玉などの遊びを通じて、友だちを作り新しい環境に溶け込んでいった。小学校から東京に落ち着き、中学から中高一環の私立学校に進み、バドミントンに熱中する。「白黒はっきりと決着がつくのが好きなんですよ」と快活な表情で語る反町は今でも、海釣りやトライアスロンなどアクティブな趣味を持つ。
白か黒か、はっきりさせないことにはどうも落ち着かない性分は、常に結果を求められる営業職やマネジメント職には向いていると実感する。
慶応義塾大学商学部へ進学。塾講師のアルバイトに専念し、クルマが好きになった。特に日産車。「日産の技術に対するこだわりが好き」という反町は、パルサーを皮切りにスカイライン、フェアレディZ、180SXなどのスポーツタイプからテラノなど四輪駆動のSUVに至るまで乗りつくしたという。
そして1990年、憧れていた日産自動車に入社。1998年までの8年間に営業、経営企画、工場、開発、英国勤務とさまざまな仕事を経験する。「新人時代、埼玉の販売店で２年間営業職をやったことが思い出深い。非常に白黒がわかりやすくてよかった。月間売上台数で営業所でトップを取って賞をもらったこともありますよ」
1999年に日本マイクロソフト株式会社に転職。日本の製造業から外資系IT企業への転職は、反町にとって大きなターニングポイントになった。それは同じ営業職にあっても、BtoCからBtoBへのチェンジでもあった。主に営業マン個人の力が問われるBtoCと、加えて会社全体としてチーム力が問われるBtoB。さらに伝統的な日本の製造業と新しい時代を切り拓くIT企業のありようのさまざまな違いの中で、反町はビジネスマンとしての自らの実力を高めていき、2007年には業務執行役員 コーポレート営業統本部長に就任した。
2013年、SAPジャパンにパートナービジネス統括 バイスプレジデンとして入社。2015年には同社のゼネラルビジネス事業部門バイスプレジデントに就任。
2016年1月に、日本CA株式会社 最高執行責任者（COO）に就任。
2019年7月、オープンテキスト株式会社 代表取締役社長に就任（現職）。
現在の仕事や生き方につながる一冊のビジネス書として世界的なロングセラーである『7つの習慣 人格主義の回復』（スティーブン・R.コヴィー著 キングベアー出版）を挙げている。